# Austriteles armatorius
Austriteles armatorius là một loài tò vò trong họ Ichneumonidae.